# Admirał Essen (pociąg pancerny)
"Admirał Essen" (ros. Бронепоезд "Адмирал Эссен") – lekki pociąg pancerny białych podczas wojny domowej w Rosji.
Podczas wrześniowej ofensywy Armii Północno-Zachodniej gen. lejt. Nikołaja N. Judenicza w zdobytym Jamburgu przejęto dużo materiałów kolejowych, parowozy i wagony. Zbudowano z nich kilka pociągów pancernych. Jednym z nich był "Admirał Essen". Pociąg pancerny miał działać na linii kolejowej prowadzącej w kierunku Gatczyny i Pskowa, wspierając natarcie Armii. Jego załogę stanowili oficerowie floty morskiej i marynarze. Dowódcą został por. Gieorgij J. Wiejgielin. Pociąg uzbrojony był w działo polowe i karabiny maszynowe. Wszedł w skład dywizjonu morskich pociągów pancernych Armii Północno-Zachodniej, dowodzonego przez kpt. 1 rangi Kowalewskiego. W wyniku odwrotu Armii pociąg pancerny Admirał Essen wspierał wycofujące się wojska białych, niszcząc tory i urządzenia kolejowe na odcinku od stacji Wołosowo do Jamburga. Zwalczał też nacierające oddziały bolszewickie. Po utracie Jamburga odjechał do Pskowa, uczestnicząc w obronie miasta. Jako ostatni wraz z pociągiem pancernym "Tałabszczanin" opuścił Psków. Załogi obu pociągów ponownie zrywały szyny i niszczyły urządzenia kolejowe. Pociąg pancerny "Admirał Essen" wziął udział w kolejnym październikowym natarciu na Piotrogród. Po ponownym zdobyciu Jamburga nie mógł przejechać na wschodni brzeg Ługi z powodu zerwanego mostu. Dlatego z jego załogi (tak samo jak z załogi "Tałabszczanina") został wydzielony wspólny batalion desantowy w liczbie 165 ludzi pod dowództwem kpt. Ożede-Rankura, a następnie por. Kamczatowa, dowódcy pociągu pancernego "Tałabszczanin". Uczestniczył on w ciężkich walkach pod Gatczyną i Carskim Siołem, ponosząc bardzo duże straty. Resztki batalionu, w związku z odwrotem Armii, powróciły do swoich pociągów pancernych, które wspierały swoje wojska wycofujące się w kierunku estońskiej Narwy. Szczególnie zasłużyły się podczas ciężkich walk nad rzeką Plessą. Następnie "Admirał Essen" przejechał na terytorium Estonii, gdzie jego załoga została rozbrojona i internowana.